# إيف بيريس
إيف بيريس (بالفرنسية: Yves Pires)‏ هو نحات فرنسي، ولد في 4 يوليو 1958 في Choisy-le-Roi ‏ في فرنسا.